# اوسی‌تی
اوسی‌تی (انگلیسی: Overseas Chinese Town Enterprises) شرکت دولتی خدمات گردشگری چینی است، که در سال ۱۹۸۵ توسط سازمان ساساک تأسیس شد.